# 금빛허리코끼리땃쥐
금빛허리코끼리땃쥐(Rhynchocyon chrysopygus)는 아프리카 코끼리땃쥐과 종 중에서 가장 큰 종이다. 케냐 몸바사의 아라부고 소코케 국립공원의 해안에서만 발견된다.

## 참고 문헌
- Kingdom, J., Ed. The Kingdom Field Guide to African Mammals. 1997. ISBN 0-7136-6513-0
- Macdonald, D., Ed. The New Encyclopedia of Mammals. Oxford University Press. 2001. ISBN 0-19-850823-9